# Lewis and Clark Bridge
Die Lewis and Clark Bridge ist eine Brücke nach dem Gerberträger-Prinzip, die sich über den Columbia River zwischen Longview (Washington) und Rainier (Oregon) erstreckt.
Die Brücke wurde am 29. März 1930 als privat finanzierte Brücke unter dem Namen Longview Bridge eröffnet. Die Kosten in Höhe von 5,8 Millionen Dollar wurden durch den erhobenen Brückenzoll von 1 $ pro Fahrzeug und 10 Cent pro Fußgänger finanziert. Zu diesem Zeitpunkt war sie die längste Brücke ihrer Art in den gesamten Vereinigten Staaten. Der Bundesstaat Washington erwarb die Brücke 1947 und stellte die Erhebung des Brückenzolls 1965 ein, als die Brücke vollständig refinanziert war. 1980 wurde die Brücke zu Ehren der Lewis and Clark Expedition umgetauft. Die Fahrbahndecke wurde von 2003 bis 2004 für eine Gesamtsumme von 29,2 Millionen Dollar saniert.
Die Gesamtlänge beträgt 2526,2 m (8288 ft.), die größte Spannweite zwischen zwei Pfeilern beträgt 366 m (1200 ft.) bei einer Maximalhöhe von 104 m (340 ft.). Die Brücke wurde entworfen von Joseph B. Strauss, dem Erbauer der Golden Gate Bridge.